# Буртов, Александр Ильич
Александр Ильич Буртов — советский хозяйственный, государственный и политический деятель.

## Биография
Родился в 1914 году в Москве. Член КПСС.
Образование высшее (окончил Московский государственный университет)
С 1941 года — на хозяйственной, общественной и политической работе.
- В 1941—1947 гг. — главный конструктор первых приборов управления торпедной стрельбой на заводе № 251.[1]
- В 1947—1959 гг. — главный конструктор приборов управления торпедной стрельбой для атомных подводных лодок.[1]
- В 1960—1972 гг. — главный конструктор СКБ завода им. А. A. Кулакова.[1]
- В 1972—1983 гг. — главный конструктор ЦКБ «Полюс».[1]
- В 1983—1990 гг. — ведущий специалист ЦНИИ «Гранит».[1]

За создание нового прибора для кораблей ВМФ был в составе коллектива удостоен Сталинской премии 3-й степени за выдающиеся изобретения и коренные усовершенствования методов производственной работы 1946 года.
Лауреат Ленинской премии (1958).
Умер в 1995 году.